# Cutter (Baseball)
Cutter, auch Cut Fastball genannt, (engl.: eigentlich Schneide, Abschneider, aber in diesem Zusammenhang ohne direkte Übersetzung) bezeichnet eine bestimmte Wurfart des Pitchers im Baseballsport.

Flugkurve eines Cutters

Der Cutter gehört zu den „Fastballs“, den Würfen mit hoher Fluggeschwindigkeit. Seinen Namen hat er von der seitlichen Flugbewegung, wie man sie bei einem waagerechten Schnitt führen würde. Ähnlich dem Slider ist er auch eine Zwischenform, die aber sehr nah beim Fastball liegt. Er wird mit derselben Armbewegung und -geschwindigkeit wie der Fastball geworfen, allerdings versucht der Pitcher gegenüber diesem, durch unterschiedlichen Fingerdruck oder seitlichen Daumengriff neben der Rückwärtsdrehung (Backspin) auch eine starke seitliche Drehung mitzugeben. Das bewirkt ein Ausbrechen des Balles kurz vor der Strike Zone oder schon im Schwungbereich des Batters. Je nachdem, wann ein Schlagmann diesen Pitch trifft, hat das verschiedene Auswirkungen auf den Schlag. Versucht er, den Ball wegen der hohen Geschwindigkeit sehr früh zu treffen (pull hitting), schlägt er ihn ins Foul Territory. Je später der Ball aber getroffen wird, desto weniger kann er wegen der seitlichen Bewegung gezielt und hart geschlagen werden. Dadurch kommt es beim Cutter häufig zu schwachen Ground balls, die von den Infieldern leicht aufzunehmen sind und zum „Aus“ an der First Base führen. Im Gegensatz zum Changeup oder Slider ist der Cutter kein typischer Strikeout-Pitch.
Wirft ein rechtshändiger Pitcher gegen linkshändige Schlagmänner (oder umgekehrt), so kommt es bei diesem Pitch häufiger als sonst zum Splittern oder Brechen des Bats. Die späte Seitwärtsbewegung des Balles in Richtung zum Schlagmann bringt mit sich, dass der Kontaktpunkt eher weit außerhalb des Sweet Spot am sich verjüngenden Teil des Bats liegt. Die geringere Dicke verbunden mit der hohen Fluggeschwindigkeit sind dann die Ursache für den Bruch.
Einer der gefürchtetsten Cutter-Werfer war closing pitcher Mariano Rivera, der Rekordhalter im Major League Baseball in der Kategorie Saves.